# Тріолізм

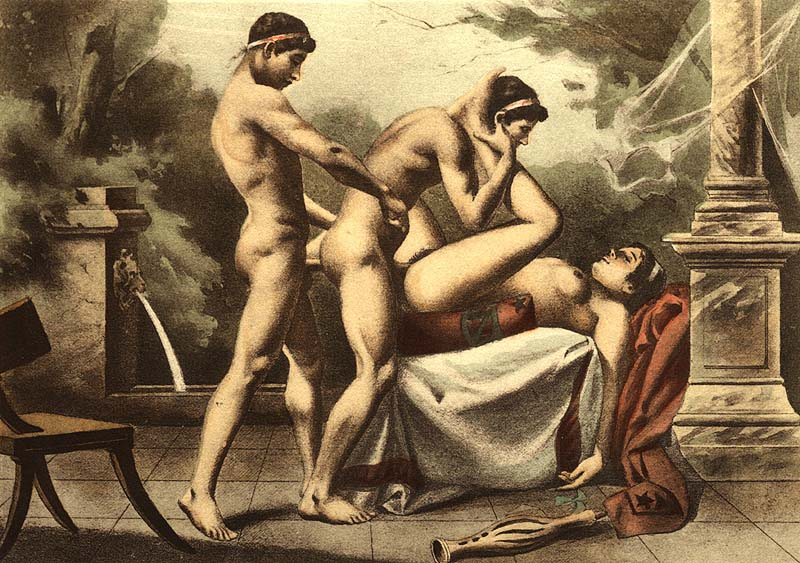
Секс з участю двох чоловіків і жінки

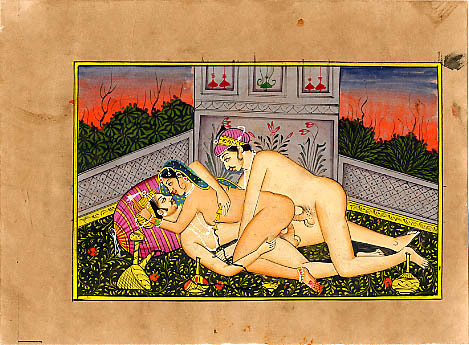
Секс з участю двох чоловіків і жінки в Камасутрі

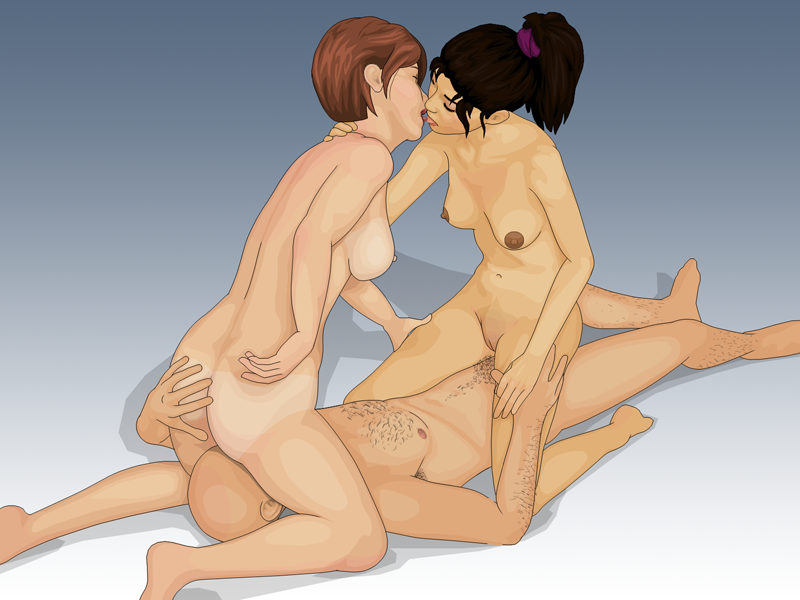
Груповий секс з участю двох жінок та чоловіка

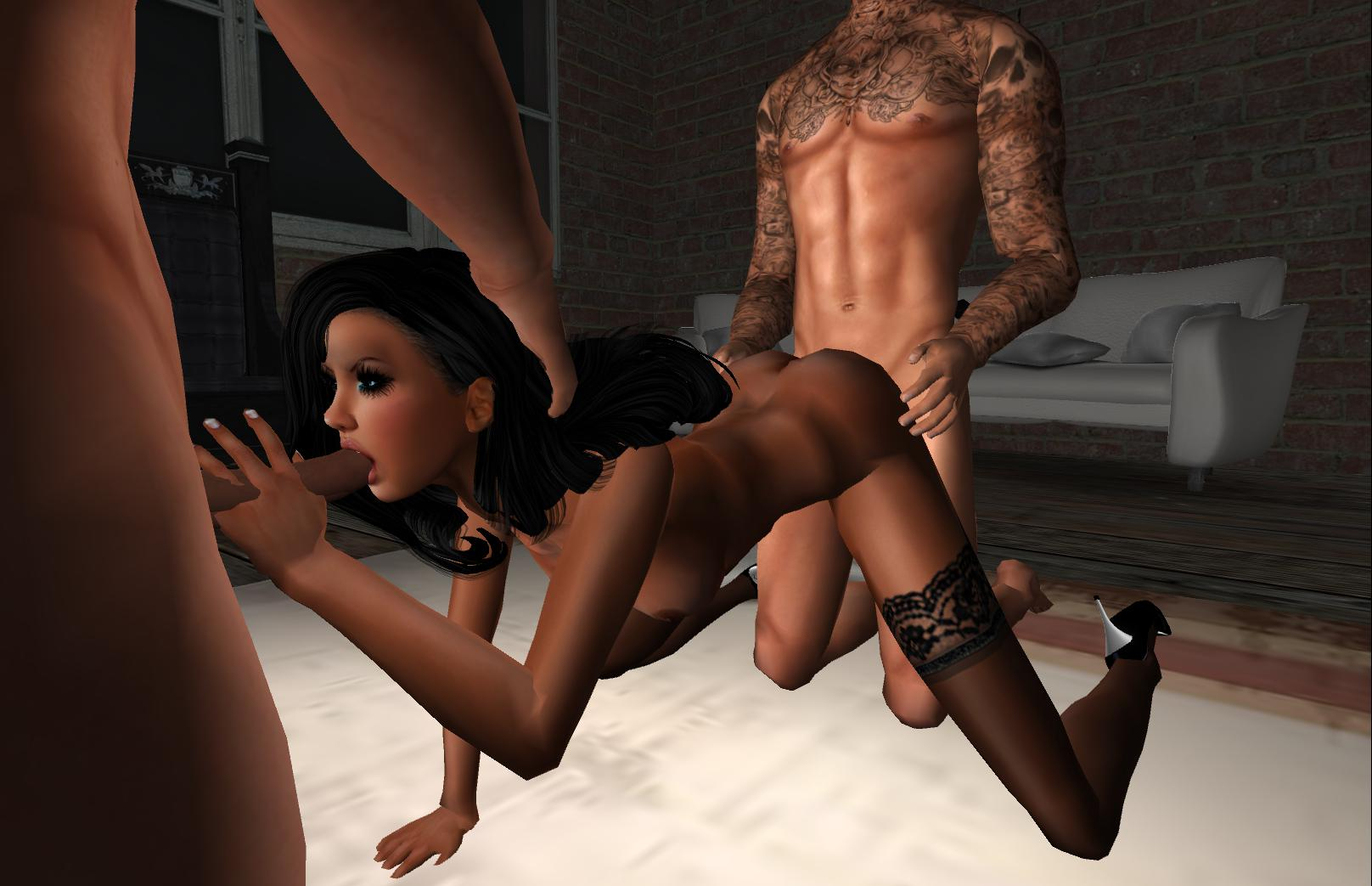
Подвійне проникнення

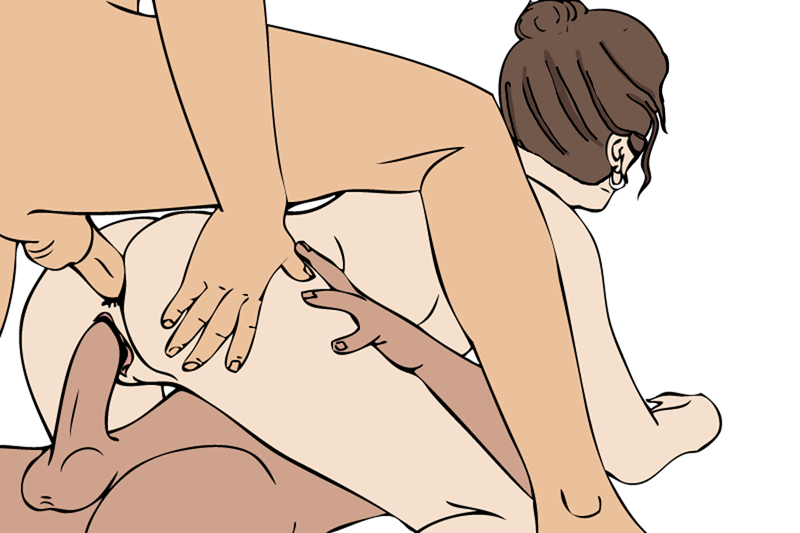
Подвійне проникнення

Тріолі́зм або секс утрьо́х (лат. tres, tria — три; синонім — плюралізм сексуальний) — сексуальна практика за участю трьох осіб (незалежно від статі), є мінімальною формою групового сексу.

## Форми
Формами сексу втрьох можуть виступати:
- Гетеросексуальний вид сексу за участю двох чоловіків і однієї жінки (наприклад, поєднання мінета з вагінальним чи анальним проникненням або подвійне проникнення).
- Бісексуальний вид сексу за участю двох чоловіків і однієї жінки (наприклад, поєднання вагінального коїтусу з анальним гомосексуальним актом або мінетом).
- Секс за участю чоловіка та двох жінок (як правило, з лесбійськими практиками між жінками).
- Секс між трьома чоловіками (наприклад, поєднання анального сексу з мінетом, подвійне проникнення або «паровозик»).
- Секс за участю трьох жінок (наприклад, поєднання кунілінгуса з трибадизмом).

У різностатевих парах ініціатором рішення сексу утрьох вдвічі частіше стає чоловік, ніж жінка, відповідно, третім партнером у 70 % стає саме жінка.

## Мотивація
Пари, які практикують секс утрьох, називають такі причини такого сексу:
- Такий вид сексу дозволяє досягти різноманіття, при цьому, не змінюючи партнера.
- Прагнення виконати пункт зі списку «сексуальних бажань».
- Секс утрьох спонукає до стеження за своєю зовнішністю і підтримання молодості.
- Компенсація зради партнера.
- Такий вид сексу доставляє набагато більше задоволення, ніж звичайний.
- Секс утрьох дозволяє внести в інтимне життя різноманітність і віддатися польоту фантазії.

## Як сексуальна девіація
У випадку, якщо статеве задоволення досягається лише в тому випадку, якщо статевий акт виконується в присутності або за участю третьої особи, секс утрьох розглядається як сексуальна девіація. Фактично, це різновид поєднання ексгібіціонізму з вуаєризмом, яке проявляється в сексуальних діях декількох партнерів на очах один в одного.

## Культура
Сцени з тріолізмом представлені широко представлені у кінематографі. Наступні фільми містять сцени сексу утрьох: «Механічний апельсин», «Американський психопат», «Вовк з Уолл-стріт», «І твою маму теж». У стрічках «Зразковий самець», «Кен Парк», «Мрійники», «Особливо небезпечні» зображено секс між чоловіком та двома жінками.